# Landesregierung Sausgruber IV
Die Landesregierung Sausgruber IV war von 2009 bis 2011 die Vorarlberger Landesregierung unter der Führung von Landeshauptmann Herbert Sausgruber (ÖVP). Die Mitglieder der Landesregierung wurden in der konstituierenden Sitzung des 29. Vorarlberger Landtags am 14. Oktober 2009 gewählt. Abgelöst wurde die Landesregierung durch den Rücktritt von Landeshauptmann Sausgruber und die Nachfolge von Markus Wallner als Landeshauptmann durch die Landesregierung Wallner I am 7. Dezember 2011.
Nachdem Sausgruber während des Landtagswahlkampfs im Vorfeld der Landtagswahl 2009 bereits eine Fortsetzung der bestehenden Koalition mit der FPÖ abgelehnt hatte, bildete er im Anschluss an fruchtlos verlaufene Gespräche mit den Grünen und der SPÖ die erste ÖVP-Alleinregierung in Vorarlberg in der Geschichte der zweiten Republik. Die ÖVP stellte mit der vierten Landesregierung unter Herbert Sausgruber ihre 16. Landesregierung in Folge seit der Wiedererlangung der Vorarlberger Souveränität im Jahr 1945.
Das Regierungsteam der Landesregierung wurde von der vorangehenden Landesregierung Sausgruber III bis auf eine Ausnahme übernommen. Anstelle des FPÖ-Landesrates Dieter Egger wurde die Dornbirnerin Andrea Kaufmann als Landesrätin eingesetzt. Bei der Ressortverteilung ergaben sich dadurch im Vergleich zur Vorgängerregierung einige Umstellungen.

## Regierungsmitglieder
| Amt               | Bild | Name               | Partei | Partei | Zuständigkeitsbereiche |
| ----------------- | ---- | ------------------ | ------ | ------ | --- |
| Landeshauptmann   |      | Herbert Sausgruber |        | ÖVP    | Personal, Finanzangelegenheiten, Vermögensverwaltung, Gebarungskontrolle, Regierungsdienste, Europaangelegenheiten und Außenbeziehungen, Feuerwehren, Hilfs- und Rettungswesen, Katastrophenbekämpfung                                                                                                 |
| Landesstatthalter |      | Markus Wallner     |        | ÖVP    | Gesundheit, Behindertenhilfe, Hochbau, Maschinenbau, Elektrotechnik, Seilbahnen und Aufzugstechnik |
| Landesrat         |      | Karlheinz Rüdisser |        | ÖVP    | Wirtschafts- und Arbeitsmarktpolitik, Wirtschaftsrecht, Tourismus, Verkehrspolitik, Verkehrsrecht, Wohnbauförderung, Raumplanung und Baurecht, Gemeindeentwicklung, Straßenbau |
| Landesrätin       |      | Greti Schmid       |        | ÖVP    | Familie, Frauen, Jugend, Kinder und Senioren, Soziales, Generationen, Entwicklungszusammenarbeit und Osthilfe, Informatik, Telekommunikationspolitik |
| Landesrat         |      | Erich Schwärzler   |        | ÖVP    | Land- und Forstwirtschaft, Umweltschutz, Inneres, Sicherheit und Integration, Natur-, Umwelt- und Gewässerschutz, Energieautonomie und Klimaschutz, Veterinärangelegenheiten, Tierschutz, Jagd und Fischerei, Wasserwirtschaft und Abfallwirtschaft, Wildbach- und Lawinenverbauung, Katastrophenfonds |
| Landesrat         |      | Siegmund Stemer    |        | ÖVP    | Gesetzgebung, Bildung, Schule, Kindergärten, Amtsführender Präsident des Landesschulrates für Vorarlberg, Sport |
| Landesrätin       |      | Andrea Kaufmann    |        | ÖVP    | Kultur, Wissenschaft und Studienförderung, Weiterbildung, Archiv- und Bibliothekswesen, Musikschulen |